# Куттык
Куттык (каз. Құттық) — пересыхающее озеро (по другим сведениям — болото) в Костанайском районе Костанайской области Казахстана. Находится в 17 км к западу от Майколь.
По данным топографической съёмки 1958 года, площадь поверхности озера составляет 2,31 км². Наибольшая длина озера — 2,1 км, наибольшая ширина — 1,6 км. Длина береговой линии составляет 5,7 км, развитие береговой линии — 1,05. Озеро расположено на высоте 188,7 м над уровнем моря.